# Моше ха-Даршан
Раббі Моше гаДаршан (Моше Проповідник, іврит: משה הדרשן, XI століття, Нарбона, Прованс, Франція) — єврейський проповідник, талмудист, автор численних мідрашів і коментарів до Тори. Один із перших представників єврейської екзегетики у Франції. Вважається засновником особливого стилю мідрашистської літератури, яка вплинула на подальших коментаторів, включаючи Раші.
Біографія
Відомості про життя Раббі Моше гаДаршана обмежені. Він народився і діяв у Нарбоні, Прованс, у першій половині XI століття. Його родина займала провідні позиції в єврейській громаді міста: батько, дід і прадід очолювали місцеву єшиву. Після смерті Раббі Моше цю роль успадкував його брат Леві.
Учнями Моше гаДаршана були відомі талмудисти, зокрема його син, Раббі Єгуда гаДаршан із Тулузи, і Раббі Натан Маромі, автор “Аруха”.
Літературна діяльність
Моше гаДаршан був автором численних мідрашів та коментарів до Тори, багато з яких дійшли до нас у цитатах інших коментаторів. Його твори відзначаються використанням:
•	Мідрашистських джерел — він поєднував матеріали з традиційних мідрашів із власними інтерпретаціями.
•	Книг Ханоха і Ювілеїв — автор цитував ці апокрифічні джерела, ймовірно, маючи доступ до їх оригінальних текстів на івриті.
•	Гематрій і езотеричних елементів, характерних для єврейської містики.
Особливістю його стилю було пояснення складних біблійних фрагментів через мідрашистське і символічне тлумачення.
Вплив на Раші
Раші (Шломо Іцхакі) часто посилався на Моше гаДаршана у своїх коментарях до Тори, використовуючи формулу: “Переписано з основи Раббі Моше гаДаршана”. Зокрема, це спостерігається у розділі “Гаазіну” книги Второзаконня.
Занепад спадщини
Попри значний вплив, деякі твори Раббі Моше гаДаршана були втрачені або частково збережені в інших текстах. Наприклад, “Брейшит Рабаті” приписується йому, але автентичність цього твору залишається дискусійною.

## Дивіться також
Див. також
•	Раші
•	Мідраш

•	Історія євреїв Франції